# Wilnelia Merced
 (août 2017).
Si vous disposez d'ouvrages ou d'articles de référence ou si vous connaissez des sites web de qualité traitant du thème abordé ici, merci de compléter l'article en donnant les références utiles à sa vérifiabilité et en les liant à la section « Notes et références ».
Lady Wilnelia Forsyth-Johnson, née Wilnelia Merced le 12 octobre 1957 à Caguas, Porto Rico, est une reine de beauté et actrice portoricaine. Elle a gagné le titre de Miss Porto Rico 1975, puis Miss Monde 1975. Elle est ainsi la première femme portoricaine ayant gagné le concours.

## Miss Monde
Après avoir gagné le concours de Miss Porto Rico, Wilnelia participe au concours de Miss Monde, à Londres, au Royaume-Uni, le 20 novembre 1975. Wilnelia termine première, devant les Miss Allemagne et Royaume-Uni. Elle est couronnée par Anneline Kriel, Miss Monde 1974.

## Après Miss Monde
Après son année de Miss Monde, Wilnelia travaille pour Ford Model Management, à New York. Elle continue à être mannequin jusqu'à son mariage.
Elle avait une association pour aider les enfants portoricains les plus démunis, pour laquelle elle a organisé des bals de charité.

## Vie personnelle
Wilnelia s'est mariée avec l'animateur Bruce Forsyth en 1983. Ils habitent avec leur fils, Jonathan Joseph (né en 1986), dans le Surrey, en Angleterre,.
En 2002, pendant une visite sur son île natale, sa maison a été cassée par des voleurs[pertinence contestée].

## Sources
- (en) Cet article est partiellement ou en totalité issu de l’article de Wikipédia en anglais intitulé « Wilnelia Merced » (voir la liste des auteurs).